# Owachomo Bridge Trail
L'Owachomo Bridge Trail est un sentier de randonnée du comté de San Juan, dans l'Utah, aux États-Unis. Il mène à l'arche naturelle appelée Owachomo Bridge depuis le sud. Protégé au sein du Natural Bridges National Monument, il est lui-même inscrit au Registre national des lieux historiques depuis le 2 février 1989.